# Ratpenat orellut papú
El ratpenat orellut papú (Nyctophilus microtis) és una espècie de ratpenat de la família dels vespertiliònids. Viu a Indonèsia i Papua Nova Guinea. El seu hàbitat natural són els boscos tropicals humits primaris i secundaris, o en les clarianes del bosc. No hi ha cap amenaça significativa per a la supervivència d'aquesta espècie, excepte les pertorbacions humanes o la pèrdua d'una cova de descans.